# 16194277
16194277（千六百十九万四千二百七十七、せんろっぴゃくじゅうきゅうまんよんせんにひゃくななじゅうなな）は自然数、また整数において、16194276の次で16194278の前の数である。

## 性質
- 16194277は合成数であり、約数は1, 11, 23, 121, 253, 529, 1331, 2783, 5819, 12167, 30613, 64009, 133837, 704099, 1472207, 16194277 である。
- 16194277 = 2533
  - 253番目の立方数である。1つ前は16003008、次は16387064。

## その他 16194277 に関連すること
- ディスプレイの FRC (Frame Rate Control) 技術による疑似フルカラーでは、三原色である赤、緑、青の各々につき 6 ビット表示の画素を使い、各階調間に 4 段階の中間調を生成するが、これで生成できるのは 253 階調であり、全体で 2533 = 16194277 階調となる。カタログ等で「約 1619 万色」または「約 1620 万色」と表記されるときはこれを指している。